# O-vezana glikozilacija
U polju biohemije, O-vezana glikozilacija je vezivanje molekula šećera za atom kiseonika u aminokiselinskom ostatku proteina. O-vezana glikozilacija je forma glikozilacije koja se odvija u Golđijevom aparatu eukariota, arheja i bakterija.

## Šećeri

### -acetilgalaktozamin ()
O-vezana glikozilacija se odvija u kasnom stupnju proteinske obrade. Ona se sastoji od dodavanja N-acetil-galaktozamina na ostatke serina ili treonina posredstvom enzima UDP-N-acetil-D-galaktozamin:polipeptid N-acetilgalaktozaminiltransferaza (EC broj 2.4.1.41), čemu slede drugi ugljeni hidrati (kao što su galaktoza i sijalinska kiselina). Ovaj proces koji je važan za pojedine tipove proteina, poput proteoglikana, obuhvata adiciju glikozaminoglikanskih lanaca na inicijalno neglikozilovani „proteoglikanski sržni protein”. Ovi dodaci su obično serinski O-vezani glikoproteini, koji imaju jednu od dve glavne funkcije. Jedna funkcija obuhvata sekreciju radi formiranja komponenti ekstracelularnog matriksa, prijanjanje jedne ćelije na drugu putem interakcija između velikih kompleksa šećernih proteoglikana. Druga funkcija je da deluju kao komponente mukoznih sekrecija. Visoke koncenracije ugljenih hidrata imaju tendenciju davanja mukusu njegov sluzavi izgled. GlcNAc-β-Ser/Thr, koji su prisutni u jedrenim i citoskeletalnim proteinima, su bili prvi objavljeni primeri glikozilovanih proteina prisutnih u lokacijama izvan sekretornih kanala.

### O-fukoza
O-fukoza se dodaje između drugog i trećeg konzerviranog cisteina u ponavljanjima sličnim EGF u Noč proteinu, i drugim supstratima posredstvom GDP-fukozni protein O-fukoziltransferaze 1, i na Trombospondinska ponavljanja uz pomoć GDP-fukozni protein O-fukoziltransferaze 2. U slučaju EGF sličnih ponavljanja, O-fukoza može da bude produžena do tetrasaharida sekvencijalnom adicijom N-acetilglukozamina (GlcNAc), galaktoze, i sijalinske kiseline, a za trombospondinska ponavljanja, može da bude produžena do disaharida adicijom glukoze. Ove fukoziltransferaze su izražene u endoplazmičnom retikulumu, što je je neobično za glikoziltransferaze, većina kojih deluje u Golđijevom aparatu.

### O-glukoza
O-glukoza se dodaje između prvog i drugog konzervisanog cisteina EGF-sličnih ponavljanja u Noč proteinu, i verovatno u drugim proteinskim supstratima O-glukoziltransferaze (Poglut). Ovaj enzim je poznat kao Rumi kod Drosophila, a isto tako je lokalizovan u ER kao O-fukoziltransferaza. O-glukozna modifikacija je neophodna za korektno savijanje EGF-sličnih ponavljanja Noč proteina, i njome se povećava sekrecija ovog receptora.

### -acetilglukozamin ()
se dodaje na serine ili treonine posredstvom O-GlcNAc transferaze (OGT). O-GlcNAc se javlja na većini serina i treonina koji bi inače bili fosforilisani posredstvom serin/treoninskih kinaza. Ako dođe do fosforilacije, ne dolazi do adicije O-GlcNAc, i vice versa. Ova očigledno konkurentna modifikacija određenih lokacija može da ima značajne posledice. Znatan deo istraživanja kancera se bavi fosforilacijom, zbog njene važne uloge u putevima ćelijske signalizacije. Kako se kompetitivna ili varijabilna glikozilacija javlja na istim mestima, postoji mogućnost da su neka od istraživanja fosforilacije previdela značajne uloge koje ima glikozilacija tih mesta. O-GlcNAc adicija i uklanjanje su isto tako značajni regulatori puteva koji su poremećeni pri šećernoj bolesti. Gen koji kodira enzim O-GlcNAcaze (OGA) je povezan sa formom šećerne bolesti koja nije zavisna od insulina. To je terminalni korak u heksozaminskom signalnom putu senzora hrane.
Nedavno je objavljeno da se adicija O-GlcNAc javlja između petog i šestog konzekviranog cisteina u nekim EGF-sličnim ponavljanjima u Noč proteinu. Ovu modifikaciju posreduje enzim O-N-acetiglukozaminil-transferaze koji se naziva eOGT.

### O-manoza
Tokom O-manozilacije, manozni ostatak se prenosi sa manoza-p-dolihola na serin/treonin ostatak u proteinima sekretornog puta. O-manozilacija je javlja kod prokariota i eukariota.

## Proteini

### Kolagen
Mnogi lizinski ostaci u kolagenu su hidroksilovani čime se formira hidroksilizin, i mnogi od tih hidroksilizina zatim bivaju glikozilovani adicijom galaktoze. Taj galaktozni monosaharid može zatim da bude produžen dodatkom glukoze. Ovakva glikozilacija je neophodna za korektno funkcionisanje kolagena. Glikozilacija hidroksilizina započinje u ER, ali se predominantno odvija u Golđijevom aparatu.
Prolin je isto tako hidroksilovan u kolagenu, međutim ne dolazi do glikozilacije pošto su hidroksiprolini neophodni za vodonično vezivanje kolagenskog trostrukog heliksa. Postoji jedan protein sa nazivom Skp1 u Dictyostelium discoideum koji ima GlcNAc na hidroksiprolinu, ali je to ekstremno retka forma glikozilacije. Jedino biljke sadrže glikane na hidroksiprolinu, i oni mogu da budi galaktozni i arabinozni glikani.

### Glikogenin
Jetreni i mišićni glikogenin nose glukozu na tirozinskom bočnom lancu. To je bio jedan od prvih poznatih primera glikozilovanog tirozina u prirodi i usled automodifikacije enzimom.

### Proteoglikani
Veliki i kompleksni glikani koji modifikuju proteoglikane su inicirani adicijom ksiloze na serin. Poznato je da postoje samo dve druge forme glikozilacije koja započinje sa adicijom ksiloze direktno na protein. Jedna je ksiloza na fosfo-serinu kod Dictyostelium discoideum, a druga je retka modifikacija na Nočevim EGF-sličnim ponavljanjima, gde se O-ksiloza prenosi pomoću Rumi enzima umesto O-glukoze u pojedinim kontekstima.

## Lipidi
Bilo galaktoza ili glukoza mogu da budu dadati na hidroksil na lipid keramid. Glukoza može dalje da bude produžena do disaharida adicijom galaktoze.

## Spoljašnje veze
- GlycoEP : In silico Platform for Prediction of N-, O- and C-Glycosites in Eukaryotic Protein Sequences